# Hendrick van Hulst
Hendrik Van Hulst (Delft, 24 décembre 1685 – Paris, 5 avril 1754), est un portraitiste, poète, associé libre, puis amateur de l’Académie royale de peinture et de sculpture. Il a rédigé plusieurs biographies d'académiciens.

## Biographie
Ce personnage, peu connu, fut principalement historiographe de l'Académie royale de peinture et de sculpture et, surtout, le premier biographe du peintre Hyacinthe Rigaud dont il était l'ami très proche.
C'est également à lui que l'on doit au moins une version manuscrite des livres de comptes de l'artiste catalan, faisant office de premier catalogue de son œuvre. C'est en 1716 que Hulst, à la demande de Rigaud, rédige une première biographie restée célèbre, destinée au duc Cosme III de Médicis. Il s'est aussi chargé d'écrire l'écrire l'histoire de l'Académie royale de peinture et de sculpture. Plusieurs de ses manuscrits sont conservés à la bibliothèque de l'École des beaux-arts.
Il fut également chef de l'atelier des couleurs à la manufacture de porcelaine de Vincennes en 1750 ; laquelle sera transférée à Sèvres.